# Vingåker
Vingåker ist ein Ort in der schwedischen Provinz Södermanlands län und der historischen Provinz Södermanland.
Der Ort, etwa 25 km nordwestlich von Katrineholm an der Reichsstraße 52 gelegen, ist Hauptort der gleichnamigen Gemeinde.
Vingåker ist als Gemeindehauptort ein lokales Dienstleistungszentrum. Nur 25 % der Arbeitskräfte arbeiten in der Industrie, die von der traditionellen Textilindustrie geprägt ist.
Hauptsehenswürdigkeit ist das Schloss Säfstaholm mit solidem Dauerbestand und wechselnden Kunstausstellungen.

## Partnerschaft
Vingåker ist verschwistert mit der deutschen Gemeinde Mühltal in Hessen.

## Persönlichkeiten
- Henken Widengren (1910–1989), Unternehmer und Autorennfahrer
- Gunnar Helén (1918–2002), Politiker
- Göran Persson (* 1949), Politiker, 1996–2006 schwedischer Premierminister
- Viktor Lindberg (* 1996), Volleyballspieler